# Altstadtstraße 32 (Eppingen)

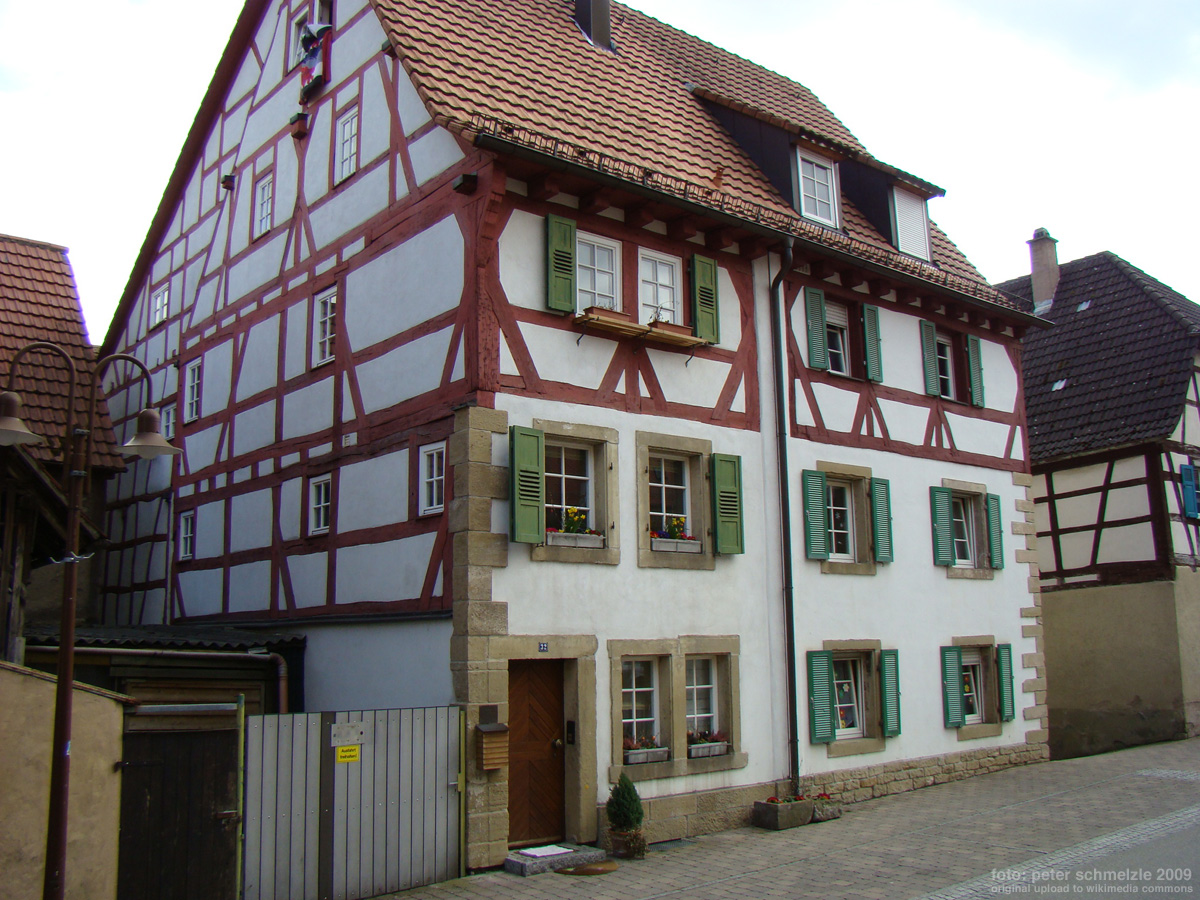
Altstadtstraße 32 in Eppingen (linke Seite)

Das Haus Altstadtstraße 32 in Eppingen, einer Stadt im Landkreis Heilbronn im nördlichen Baden-Württemberg, ist ein um 1466 errichtetes Fachwerkhaus im Kraichgau. Das Gebäude in der Altstadtstraße ist als Kulturdenkmal geschützt.

## Beschreibung
Das einfache und schmale Haus besitzt zwei Stockwerke und zwei Dachstöcke, die alle nicht überstehen. Es steht mit seinen nur zwei Achsen traufseitig zur Straße und rechts ist ein gleich hohes, aber leicht breiteres Haus angebaut. Das Haus Altstadtstraße 32 besitzt ein oberdeutsch gegliedertes Fachwerk mit weiten Ständerabständen. Die einzigen Zierformen bilden die kurzen Fußstreben im unteren Dachstock, die in Form des Schwäbischen Mannes ausgebildet sind. An den Bundständern stehen seitlich steile lange Streben, die den Ständer überblatten und an beiden Enden in die Schwelle und den Giebelkehlbalken einblatten.